# Arrhenatheretalia elatioris
Arrhenatheretalia elatioris – rząd (O) zbiorowisk łąkowych należący, w klasyfikacji zbiorowisk roślinnych do klasy (Cl) Molinio-Arrhenatheretea.

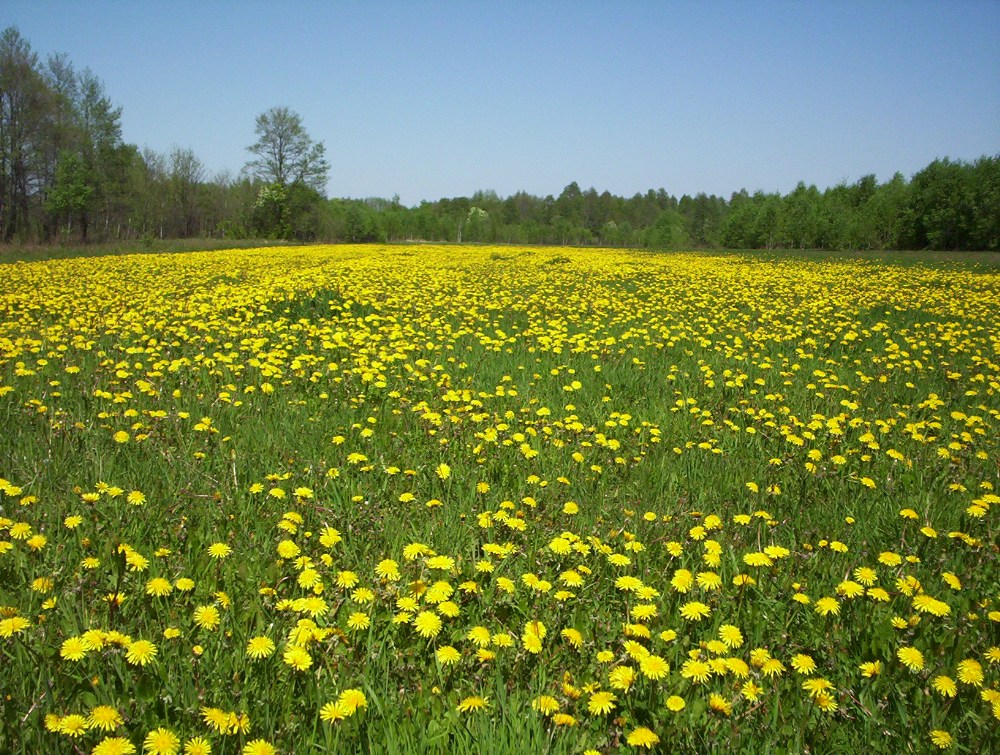
Kwitnący mniszek na łące na Mazowszu.

Zbiorowiska łąkowe z rzędu Arrhenatheretalia elatioris są to łąki świeże należące do klasy Molinio-Arrhenatheretea zbiorowisk łąkowych i pastwiskowych, półnaturalnych i antropogeniczne darniowych na mezotroficznych i eutroficznych, niezabagnionych glebach mineralnych i organiczno-mineralnych, lub na zmineralizowanych i podsuszonych murszach z torfu niskiego.
Łąki świeże z rzędu Arrhenatheretalia elatioris są najczęściej spotykanymi zbiorowiskami łąkowymi, są to zbiorowiska ubogie florystycznie. Użytkowane są jako łąki kośne lub pastwiskowe.
Gatunkami charakterystycznymi dla łąk świeżych są: kupkówka pospolita, kminek zwyczajny, marchew zwyczajna, wyczyniec łąkowy, dzwonek rozpierzchły, złocień właściwy, mniszek pospolity, barszcz syberyjski, barszcz zwyczajny typowy, jastrun wczesny, biedrzeniec wielki, jaskier rdzawy, szelężnik włochaty, skalnica ziarenkowata, koniczyna drobnogłówkowa, konietlica łąkowa, stokłosa miękka. Przeważają na nich trawy: rajgras wyniosły, tymotka łąkowa, tomka wonna, kłosówka wełnista oraz byliny: krwawnik pospolity, chaber łąkowy, komonica zwyczajna. Spośród innych zbiorowisk łąkowych, zbiorowisko dobrze wyodrębnia charakterystyczna fizjonomia, zwłaszcza podczas kwitnienia mniszka.

## Inne
- Zbiorowisko należy do typowych zbiorowisk antropogenicznych. Jego występowanie wymaga stałej ingerencji człowieka. Utrzymanie łąk Molinio-Arrhenatheretea  poprzez wykaszanie i wypasanie jest bardzo ważne ze względów biocenotycznych i krajobrazowych. Zaprzestanie wykaszania powoduje najczęściej znaczne zubożenie składu florystycznego, a łąki stopniowo zmieniają swój charakter w wyniku naturalnej sukcesji.
- Obniżanie się poziomu wód gruntowych oraz użytkowanie, spowodowały ostatnio wzrost udziału zbiorowisk z rzędu Arrhenatheretalia, a zanikanie wielu zbiorowisk z rzędu Molinietalia.

## Zastosowanie
Łąki tego rzędu są jednymi z ważniejszych pod względem gospodarczym łąk wykorzystywane są na wypas i pokarm suchy.